# ホビー・エバリー望遠鏡

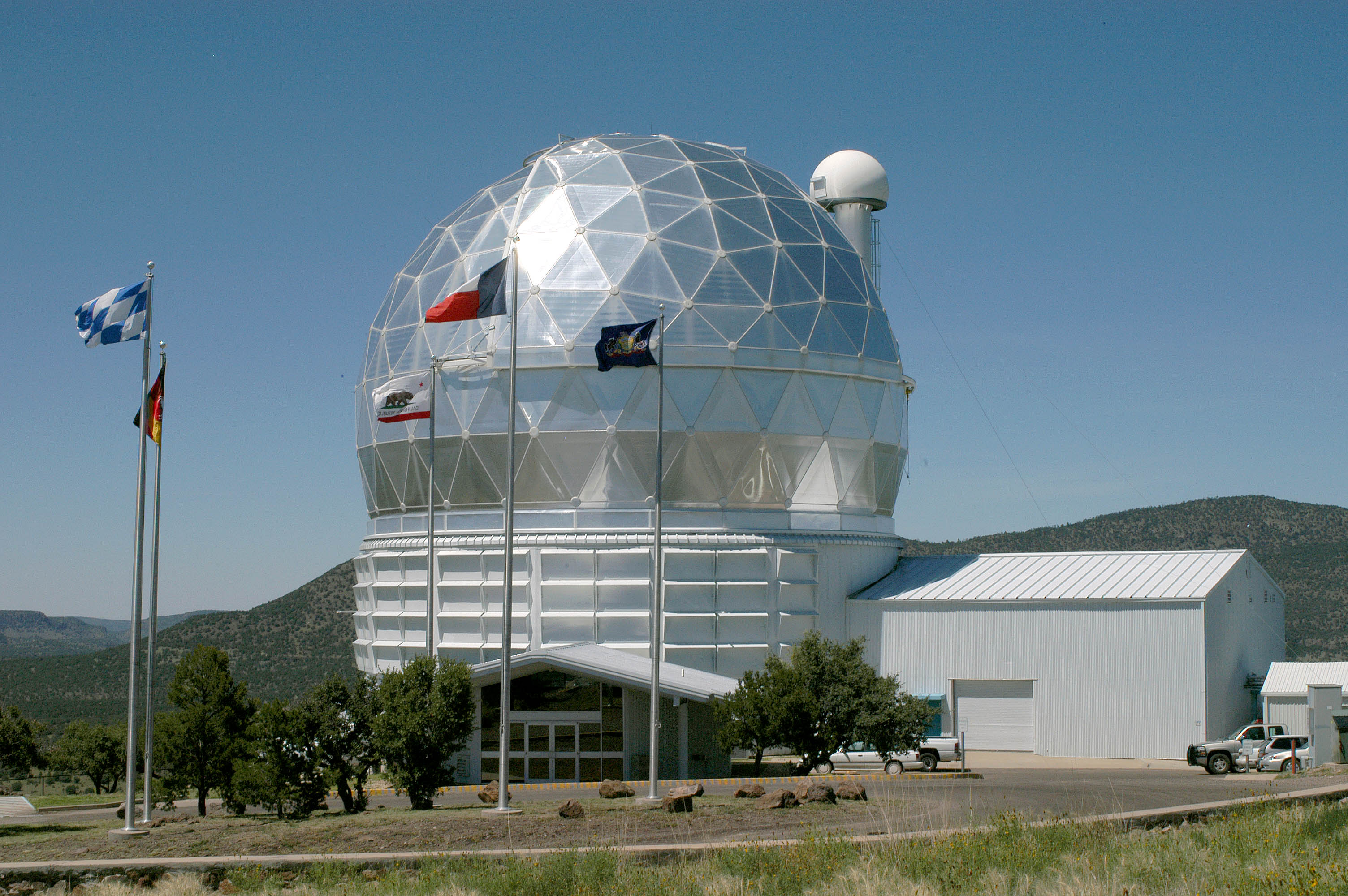
ホビー・エバリー望遠鏡

ホビー・エバリー望遠鏡（ホビー・エバリーぼうえんきょう、Hobby-Eberly Telescope）とは、口径9.2mのマクドナルド天文台にある反射式望遠鏡である。他の多くの望遠鏡とは異なり、低価格で製造された。望遠鏡は夜空を追跡しない。反射鏡を動かさないため機構が単純になる。視野内を観測装置のみ移動する事で一つの対象を2時間観測する。主鏡は91枚の6角形の分割鏡で構成されているので、単一鏡よりも安上がりである。望遠鏡はテキサス州のBill Hobby とペンシルベニア州のRobert E. Eberlyの寄付によって造られたので彼らに因んで命名された。
3台の観測装置が分析に用いられる。3台とも分光計である。観測装置は高、中、低の波長分解能で使い分ける。低分解能の分光計は直焦点、中と高分解能の分光計は光ファイバーで導かれる（因みに昔は極軸内のクーデ式の光学系で分光器まで導いた）。
マクドナルド天文台を運営するテキサス大学によって運営される。